# Robert Rogers (homme politique britannique)
Pour les articles homonymes, voir Robert Rogers et Rogers.
Robert James Rogers (né le 5 février 1950) est un pair britannique et un fonctionnaire à la retraite. Il est greffier de la Chambre des communes d'octobre 2011 à août 2014 .
Après son élévation en tant que pair à vie en 2014, Lisvane siège en tant que crossbencher à la Chambre des lords.
Il est également membre du comité directeur du Constitution Reform Group (CRG)  une organisation multipartite présidée par Robert Gascoyne-Cecil (7e marquis de Salisbury) qui cherche un nouveau règlement constitutionnel au Royaume-Uni par voie d'un nouvel Acte d'Union . Lord Lisvane présente l'Act of Union Bill 2018 en tant que projet de loi d'initiative parlementaire à la Chambre des Lords le 9 octobre 2018, date à laquelle il fait l'objet d'une première lecture formelle.

## Jeunesse
Né à Cardiff  Rogers fréquente la Tonbridge School  avant d'aller au Lincoln College, à Oxford, où il étudie pour le diplôme anglo-saxon, nordique et celtique  et joue pour l'Université d'Oxford au cricket, au hockey. Il commande Lincoln College dans la série de Défi universitaire diffusé en 1970, atteignant la demi-finale .
Il est boursier de recherche Rhodes en 1971  et travaille brièvement au ministère de la Défense avant d'entrer au service parlementaire à la Chambre des communes.

## Carrière parlementaire

### Chambre des communes
Rogers rejoint le service de la Chambre des communes en 1972 et participe à tous les aspects des travaux de procédure et des comités du Parlement au cours de sa carrière, notamment les postes de greffier aux projets de loi émanant des députés, greffier du comité spécial de la défense, greffier du comité d'examen européen, secrétaire de la Commission de la Chambre des communes, greffier des comités spéciaux, greffier des journaux (2004-2005), greffier principal du Bureau (2005-2006) et greffier à la législation (2006-2009). Il est greffier adjoint et directeur général des Services de la Chambre et des comités de 2009 à 2011 . Il succède à Sir Malcolm Jack en tant que greffier de la Chambre des communes le 1er octobre 2011. Le 30 avril 2014, Rogers annonce son intention de prendre sa retraite à la fin du mois d'août de la même année.

### Chambre des lords
Le 21 octobre 2014, il est élevé à la pairie, nommé personnellement par le Premier ministre David Cameron . Il est créé pair à vie le 11 décembre 2014, prenant le titre de Lord Lisvane, de Blakemere dans le comté de Herefordshire et de Lisvane dans la ville et le comté de Cardiff.
Lord Lisvane siège à la Chambre des lords en tant que crossbencher. Il prononce son premier discours le 1er juin 2015 . Il est membre du comité de la Chambre des Lords sur les pouvoirs délégués et la réforme réglementaire  et du comité ecclésiastique . Il est vice-président indépendant de l'Association des collectivités locales .
Rogers est président indépendant de comités de normes du gouvernement local, d'une autorité de police et d'une autorité d'incendie et de sauvetage. Il est président du  Perpetual Trust de la Cathédrale de Hereford et membre du Conseil de la cathédrale (2007-09) . En 2016, Lord Lisvane entreprend un examen indépendant pour examiner le fonctionnement des branches de Tynwald, le parlement de l'île de Man, et pour envisager des options de réforme .
Il est co-auteur du manuel standard How Parliament Works, et auteur de deux recueils parlementaires : Order ! Order ! (2010)  et Qui rentre à la maison ? (2012) .

## Vie personnelle
Il est marié à Jane, qui est ordonnée diacre dans l'Église d'Angleterre le 30 juin 2013 et prêtre le 27 septembre 2014. Ils ont deux filles : Catherine, avocate, et Eleanor, qui travaille dans la recherche en santé publique . Jane est le haut shérif du Herefordshire 2017-18 .
Rogers est nommé chevalier commandeur de l'Ordre du bain (KCB) lors des honneurs du Nouvel An 2013 pour « service parlementaire et public » . Il est nommé lieutenant adjoint du Herefordshire en avril 2015 .
Rogers est élu membre honoraire du Lincoln College d'Oxford en 2012 et conseiller honoraire du Middle Temple en 2013. Il est également un Freeman de la City de Londres, un liveryman et Past Master of the Skinners' Company . En octobre 2016, il est nommé à l'ancien poste de délégué syndical en chef de la ville de Hereford .